# Comuna Lazuri de Beiuș, Bihor
Lazuri de Beiuș (în maghiară: Belényesirtás) este o comună în județul Bihor, Crișana, România, formată din satele Băleni, Cusuiuș, Hinchiriș și Lazuri de Beiuș (reședința).

## Demografie
Componența etnică a comunei Lazuri de Beiuș
     Români (97,24%)
     Alte etnii (0,2%)
     Necunoscută (2,56%)
Componența confesională a comunei Lazuri de Beiuș
     Ortodocși (87,36%)
     Baptiști (5,38%)
     Penticostali (2,76%)
     Adventiști (1,41%)
     Alte religii (0,47%)
     Necunoscută (2,62%)
Conform recensământului efectuat în 2021, populația comunei Lazuri de Beiuș se ridică la 1.487 de locuitori, în scădere față de recensământul anterior din 2011, când fuseseră înregistrați 1.518 locuitori. Majoritatea locuitorilor sunt români (97,24%), iar pentru 2,56% nu se cunoaște apartenența etnică. Din punct de vedere confesional, majoritatea locuitorilor sunt ortodocși (87,36%), cu minorități de baptiști (5,38%), penticostali (2,76%) și adventiști (1,41%), iar pentru 2,62% nu se cunoaște apartenența confesională.

## Politică și administrație
Comuna Lazuri de Beiuș este administrată de un primar și un consiliu local compus din 11 consilieri. Primarul, Adrian Bogoșel[*], de la Partidul Național Liberal, este în funcție din octombrie 2020. Începând cu alegerile locale din 2024, consiliul local are următoarea componență pe partide politice:
|  | Partid                    | Consilieri | Componența Consiliului | Componența Consiliului | Componența Consiliului | Componența Consiliului | Componența Consiliului | Componența Consiliului | Componența Consiliului | Componența Consiliului | Componența Consiliului |
|  | ------------------------- | ---------- | ---------------------- | ---------------------- | ---------------------- | ---------------------- | ---------------------- | ---------------------- | ---------------------- | ---------------------- | ---------------------- |
|  | Partidul Național Liberal | 9          |                        |                        |                        |                        |                        |                        |                        |                        |                        |
|  | Uniunea Salvați România   | 1          |                        |                        |                        |                        |                        |                        |                        |                        |                        |
|  | Partidul Social Democrat  | 1          |                        |                        |                        |                        |                        |                        |                        |                        |                        |